# Kim Andersson
Kim Andersson (Kävlinge, Švedska, 21. kolovoza 1982.) je švedski rukometaš i nacionalni reprezentativac koji je od 2012. član danskog KIF Koldinga. Na Europskom prvenstvu 2008. u Norveškoj, Andersson je uvršten u All-Star momčad kao najbolji desni vanjski na turniru.
Kao mladi igrač, Kim Andersson se tijekom 2000-ih istaknuo kao jedan od najvećih talenata i najboljih desnih vanjskih u Švedskoj. Andersson je s Kielom 2007., 2010. i 2012. osvojio rukometnu Ligu prvaka dok je njemačko prvenstvo osvojio šest puta (2006., 2007., 2008., 2009., 2010. i 2012.).
Andersson je za Švedsku debitirao 18. lipnja 2001. protiv Grčke. S reprezentacijom je igrao u finalu Olimpijskih igara u Londonu 2012. gdje je Francuska obranila svoj naslov olimpijskog pobjednika.